# Fulfillingness’ First Finale
Fulfillingness’ First Finale (с англ. — «Первое завершение выполнения») — студийный альбом американского певца Стиви Уандера, изданный в 1974 году.

## История появления
Середина семидесятых годов считается одним из наиболее ярких и плодотворных периодов в карьере Стиви Уандера. Изначально являвшийся одним из наиболее ценных исполнителей Motown Records, в начале семидесятых он разорвал контракт с лейблом, но позже перезаключил новую сделку на более выгодных условиях. В результате Уандер получил большую творческую свободу и мог выпускать альбомы каждый год, полностью контролируя процесс записи. В 1972—1973 годах он выпустил три альбома — Music of My Mind, Talking Book и Innervisions — и его музыка пользовалась невероятной популярностью.
Во время концертного турне летом 1973 года Уандер попал в автомобильную аварию и чудом остался жив, получив серьёзные травмы головы и проведя в коме четыре дня. Певец воспринял это как предзнаменование, заставляющее переосмыслить жизненные ценности и создать что-то по-настоящему великое. Музыкант написал большое количество песен, которые не вмещались на одну пластинку, и настаивал на выпуске сдвоенного альбома, но эта идея не нашла поддержки у лейбла. Уже после выхода пластинки он настаивал на том, чтобы выпустить её вторую часть Fulfillingness’ First Finale Vol. 2, но на деле получил возможность воплотить свою идею с двойным альбомом лишь в 1976 году.
Как и на предыдущих пластинках, на Fulfillingness’ First Finale Стиви Уандер исполнил большинство инструментальных партий. Среди приглашённых музыкантов в журнале Rolling Stone выделили Пита Клейнова, сыгравшего на педальной слайд-гитаре. Кроме того, Уандер привлёк целый ряд бэк-вокалистов, среди которых группы The Jackson 5 и The Persuasions, Пол Анка и Минни Рипертон.

## Содержание альбома
Перенесённая автокатастрофа сказалась на выпущенном материале. В новых песнях акцент делался на взаимоотношениях между людьми; в последующих пластинках эта тема была раскрыта ещё более подробно. Стартовая композиция «Smiling Face» воспевала красоту улыбающегося лица, в ней Уандер призывал людей не прятать свою улыбку; в качестве бэк-вокалистки выступила малоизвестная на тот момент певица Дэнис Уильямс. В песне «Heaven Is 10 Zillion Light Years Away» пелось о Боге и его значении в жизни людей. «Creeping» была посвящена навсегда ушедшей любви, а «They Won’t Go When I Go» навеяна воспоминаниями о недавней аварии и передавала похоронное настроение.
Хотя большая часть песен и носила мрачный характер, в альбоме присутствовали и более зажигательные композиции. К ним можно отнести «Boogie on Reggae Woman», а также «You Haven’t Done Nothing», в которой можно услышать голоса музыкантов The Jackson 5. Последняя имела явный политический подтекст, критикуя политику Ричарда Никсона: «Мы сыты по горло твоей песней о том, как ты всё изменишь. Если действительно хочешь знать наше мнение: ты не сделал ничего».

## Выпуск альбома
Fulfillingness’ First Finale был выпущен 22 июля 1974 года. Пластинку ожидал большой коммерческий успех: впервые в карьере Уандера она возглавила альбомный чарт Billboard Top LP’s & Tapes. В поддержку альбома вышло два сингла, каждый из которых попал в верхнюю часть американских хит-парадов: «You Haven’t Done Nothin’» возглавила чарт Billboard Hot 100 2 ноября 1974 года, а «Boogie On Reggae Woman» в январе 1975 года поднялась в нём на третье место.

## Критические отзывы
Кен Эмерсон в своей рецензии в журнале Rolling Stone поставил альбому наивысшую оценку. По его мнению, карьера Уандера являла собой замечательный пример непрерывного развития, которому не смогла помешать даже трагическая автокатастрофа. «Как следует из названия, альбом является кульминацией того, что было раньше, но ни в коем случае не конечной точкой» — заключил Эмерсон.
Роберт Кристгау в своём «Гиде покупателя» присвоил пластинке рейтинг (A−). Кристгау обратил внимание на баллады Уандера, которые являлись украшением его двух последних альбомов. Единственной относительно «проседающей» композицией с FFF он назвал «They Won’t Go When I Go», с другой стороны, выделив «You Haven’t Done Nothin’» и «Boogie On Reggae Women».
На сайте AllMusic альбом получил четыре с половиной звезды из пяти. Джон Буш обратил внимание на обложку пластинки, на которой был изображён жизненный путь Уандера в виде огромного колеса, а также присутствовали несколько знаковых для музыканта изображений, среди которых Джон Кеннеди и Мартин Лютер Кинг, несколько наград «Грэмми», концертный автобус Motown и многие другие. Буш высоко оценил мастерство Уандера, его аранжировки и тёплое звучание вокала, а единственным сравнительным недостатком назвал отсутствие единой концепции: «Fulfillingness’ First Finale — это скорее коллекция отличных песен, а не отличный альбом».

## Награды и номинации
Fulfillingness’ First Finale завоевал сразу три награды «Грэмми». На семнадцатой церемонии вручения пластинка была названа «Альбомом года», а Стиви Уандер удостоился премии «За лучшее мужское вокальное поп-исполнение». Наконец, песня «Boogie On Reggae Woman» принесла Уандеру победу в категории «Лучшее мужское вокальное исполнение в стиле ритм-н-блюз».

## Список композиций
Слова и музыка всех песен — Стиви Уандера, кроме указанных.
| №  | Название                                | Длительность |
| -- | --------------------------------------- | ------------ |
| 1. | «Smile Please»                          | 3:27         |
| 2. | «Heaven Is 10 Zillion Light Years Away» | 5:01         |
| 3. | «Too Shy to Say»                        | 3:28         |
| 4. | «Boogie On Reggae Woman»                | 4:55         |
| 5. | «Creepin’»                              | 4:19         |

| №                   | Название                   | Автор(ы)            | Длительность |
| ------------------- | -------------------------- | ------------------- | ------------ |
| 1.                  | «You Haven’t Done Nothin’» |                     | 3:20         |
| 2.                  | «It Ain’t No Use»          |                     | 3:57         |
| 3.                  | «They Won’t Go When I Go»  | Уандер, Ивонн Райт  | 5:54         |
| 4.                  | «Bird of Beauty»           |                     | 3:45         |
| 5.                  | «Please Don’t Go»          |                     | 4:04         |
| Общая длительность: | Общая длительность:        | Общая длительность: | 42:10        |

## Участники записи
Список составлен по сведениям базы данных Discogs, нумерация треков указана по изданию в формате компакт-диска.
- Стиви Уандер — вокал, бэк-вокал (песни 1, 2, 5, 7), фортепиано (песни 3, 4, 8, 10), родес-пиано (песни 1, 4, 5, 7, 9, 10), ударные (песни 1, 2, 4, 5, 7, 9, 10), синтезатор T.O.N.T.O. (песни 5, 8), клавинет Hohner (песни 2, 6, 9), бас-синтезатор Moog (песни 2, 4, 5, 7—10), губная гармоника (песни 4, 5, 10), большой барабан (песня 6), хай-хэт (песни 6, 10), тарелки (песня 6), перкуссия (песня 9), хлопанье в ладоши[англ.] (песня 10)

| Музыканты: - Майкл Сембелло — электрогитара (песня 1), акустическая гитара (песня 10) - Реджи Макбрайд — бас-гитара (песни 1, 6) - Джеймс Джемерсон — акустическая бас-гитара (песня 3) - Сники Пит Клейнов — педальная слайд-гитара (песня 9) - Роберт Маргулефф — синтезатор (песня 6), программирование синтезатора Moog (песня 8) - Малькольм Сесил — синтезатор (песня 6), программирование синтезатора Moog (песня 8) - Бобби Холл — конги, бонго (песня 1), куика (песня 9) - Рокки Дзидзорну — конги (песня 4) - Джим Гилстрап — бэк-вокал (песня 1) | Музыканты: - Дэнис Уильямс — бэк-вокал (песни 1, 7, 9, 10) - Пол Анка — бэк-вокал (песня 2) - Сайрита Райт — бэк-вокал (песня 2) - Ширли Брюэр — бэк-вокал (песни 2, 9, 10) - Лани Гроувс — бэк-вокал (песни 7, 9) - Ларри «Насти» Латимер — бэк-вокал (песня 2) - Минни Рипертон — бэк-вокал (песни 5, 7) - The Jackson 5 — бэк-вокал (песня 6) - The Persuasions — бэк-вокал (песня 10) - Сержио Мендес — португальский текст (песня 9) - неуказанные в титрах музыканты — духовые инструменты (песня 6), драм-машина (песни 6, 9) |

| Технический персонал: - Стиви Уандер — музыкальный продюсер - Малколм Сесил — звукорежиссёр, ассоциированный продюсер - Роберт Маргулефф — звукорежиссёр, ассоциированный продюсер, нарезка лакового слоя - Джоан ДеКола — оператор звукозаписи | Технический персонал: - Гэри Олазабаль — оператор звукозаписи - Kendun Recorders — мастеринг - Боб Глисон — художественное оформление конверта, иллюстрации и дизайн - Айра Такер, младший — координатор |

## Позиции в хит-парадах
| Год       | Хит-парад                           | Высшая позиция | Пребывание в чарте |
| --------- | ----------------------------------- | -------------- | ------------------ |
| 1974—1975 | Австралия (Kent Music Report)       | 19             | нет данных         |
| 1974—1975 | Великобритания (UK Albums Chart)    | 5              | 16 недель          |
| 1974—1975 | США (Billboard 200)                 | 1              | 65 недель          |
| 1974—1975 | США (Billboard Soul LP’s)           | 1              | 39 недель          |
| 1974—1975 | Финляндия (Suomen virallinen lista) | 19             | 24 недели          |
| 1974—1975 | ФРГ (Offizielle Top 100)            | 32             | 1 неделя           |
| 1974—1975 | Япония (Oricon)                     | 25             | нет данных         |

| Хит-парад (1974)                   | Позиция |
| ---------------------------------- | ------- |
| Канада (RPM Year-End)              | 11      |
| США (Billboard Top Soul Albums)    | 34      |
| Хит-парад (1975)                   | Позиция |
| Канада (RPM Year-End)              | 46      |
| США (Billboard Top Popular Albums) | 92      |